# Alphons Gaertner
Alphons Gaertner (* 7. Februar 1892 in Ottmarsheim; † 9. November 1949 in Bonn) war ein deutscher Politiker (DDP/LDPD) und war bis zu seiner Flucht nach immer stärkeren Repressionen in der sowjetischen Besatzungszone Abgeordneter des Thüringer Landtags.

## Leben
Gaertner studierte nach dem Abitur Volkswirtschaftslehre und promovierte zum Dr. rer. pol. Bis 1933 arbeitete er in leitender Tätigkeit in kommunalen und sozialpolitischen Verbänden. Nach der „Machtergreifung“ wurde er aus diesen Ämtern entfernt und arbeitete in der freien Wirtschaft.
1919 trat er der DDP bei. 1945 war er einer der Gründer der LDP und dort bis Juli 1948 stellvertretender Landesvorsitzender der LDP Thüringen. April 1946 bis Juli 1948 war er Mitglied des Hauptausschusses, Juli 1946 bis Juli 1948 des Zentralvorstandes seiner Partei.
Vom 19. Mai bis 24. Juli 1945 war er Leiter des Landeswirtschaftsamtes (ab 12.6. Landesamt für Industrie, Handel und Gewerbe, ab 20.7. Landesamt für Wirtschaft) Thüringen und vom 19. Mai bis 21. Juni Leiter des  Landesernährungsamtes (ab 12.6. Landesamt für Land- und Forstwirtschaft) Thüringen. 1945 bis 1948 war er Präsident der Thüringischen Landesbank. 1946 wurde er in den Thüringer Landtag gewählt, dem er bis zu seiner Flucht im Juli 1948 angehörte. Im Landtag war er 1. Vizepräsident und Mitglied des Rechtsausschusses. März bis Juli 1948 war er Mitglied des  Volksrats (MdVR) (stellv. Ausschussvorsitzender).
Im Juli 1948 entzog er sich den immer heftigeren Repressalien durch die Flucht in den Westen – und zwar kurz bevor er die Nachfolge von Wilhelm Külz als Vorsitzender der LDPD antreten sollte.

„Ich sehe keine Möglichkeit mehr, in der sowjetisch besetzten Zone im Rahmen der liberal-demokratischen Partei eine sinnvolle politische Wirksamkeit zu entfalten. Der anmaßende Anspruch der SED auf Alleinherrschaft, der in den letzten Wochen immer lauter erhoben wird, würde keineswegs geltend gemacht werden, wenn sich diese Partei nicht der vollkommenen Zustimmung der Besatzungsmacht versichert hätte. Ich bin aber nicht bereit, die Reihe der Opfer fortzusetzen, die ich – um überhaupt politisch wirken zu können – meiner eigenen Überzeugung gebracht habe.“